# Tour professionistici di golf

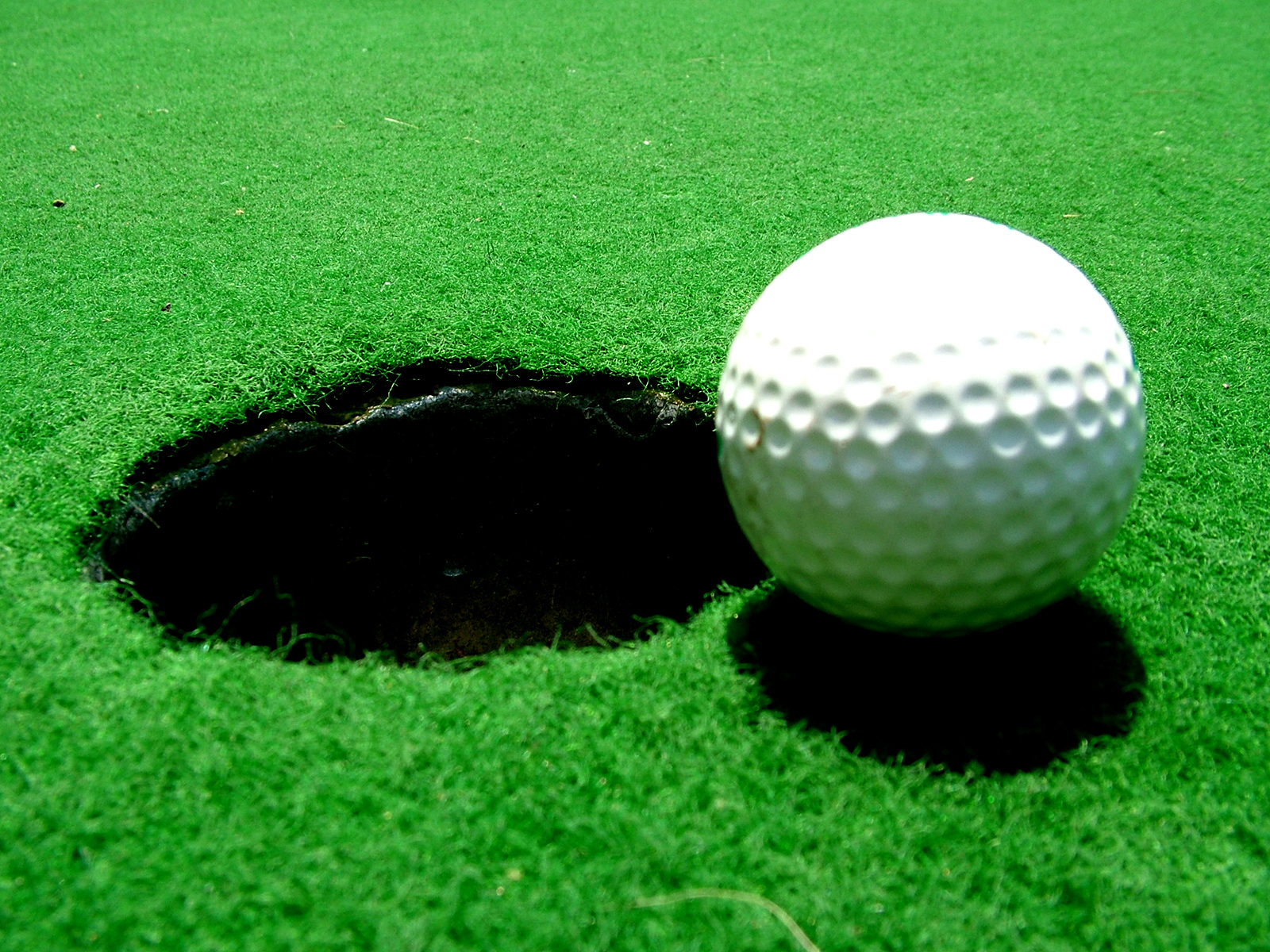
Una pallina sul green

Il golf professionistico è organizzato in una serie di tornei a cadenza annuale che si disputano in tutto il mondo. La maggior parte dei tornei è ricompresa in serie distinte chiamate tour. Esistono tour separati per uomini e per donne. Ciascun tour viene organizzato su base geografica, anche se alcuni di essi prevedono alcune competizioni da disputarsi in altre parti del mondo.

## Professionismo nel golf
Il golf è uno degli sport più redditizi del mondo, sia in campo maschile che femminile, ma la sua struttura è piuttosto diversa da quella degli altri sport professionistici. La larga maggioranza dei giocatori professionisti (almeno il 95%) ha la propria fonte di reddito principale nella gestione di un circolo o nell'insegnamento dello sport, più che dalla partecipazione alle competizioni. I professionisti dei tour, che si mantengono grazie ai premi vinti e alle sponsorizzazioni, rappresentano una ristretta élite, ma i migliori tra loro possono guadagnare cifre davvero ragguardevoli.
Tuttavia, per i giocatori di livello inferiore, partecipare ai tornei può rivelarsi una professione non molto sicura. La partecipazione stessa richiede una certa spesa: i tornei prevedono delle tasse di iscrizione, a cui si aggiungono i costi di viaggio e alloggio, oltre allo stipendio da dare al caddy. Inoltre, la maggior parte dei tornei prevede il taglio di metà percorso, a seguito del quale metà dei partecipanti, quelli con il punteggio peggiore, vengono eliminati, mentre i premi sono riservati ai rimanenti. Questo fa sì che i giocatori meno conosciuti, che non giocano sistematicamente e che non possono contare sul sostegno degli sponsor, se incappano in una cattiva annata possono trovarsi anche in difficoltà finanziarie.

## Storia
Il sistema dei tour del golf si è evoluto più procedendo per tentativi ed errori che secondo un disegno organico. Nei primi tempi del professionismo ciascun torneo era organizzato da un singolo golf club, da una singola associazione golfistica oppure da uno sponsor. Man mano che il numero dei tornei aumentava i migliori giocatori cominciarono a concentrare su di essi la propria attenzione, piuttosto che sull'attività di club. Quando in una certa regione furono organizzati annualmente un certo numero di tornei, vennero poi formalmente legati tra loro in un tour , sotto la supervisione di una singola organizzazione, anche se in vari casi singoli tornei continuavano a vivere di vita propria separata.
Il precursore del sistema dei tour è stato il PGA Tour, anche se la data della sua istituzione non è molto ben definita. La PGA of America venne fondata nel 1916; a partire da quell'anno è disponibile la lista dei giocatori che hanno ottenuto più vittorie nell'arco di ogni stagione, e le vittorie totali in carriera dei giocatori si calcolano a partire da allora. Tuttavia l'idea di un "tour" all'epoca non era ancora chiarissima e per ulteriori sviluppi si dovette ancora attendere. Bob Harlow fu nominato manager del PGA Tournament Bureau nel 1930, la prima organizzazione di giocatori professionisti fu creata nel 1932 e l'elenco dei premi in denaro è disponibile solo a partire dal 1934. L'organizzazione del PGA Tour stessa data l'istituzione formale del tour al 1968, quando la "Tournament Players Division" si separò dalla PGA of America
Le date di fondazione degli altri tour più importanti sono:
- 1950: LPGA Tour
- 1972: European Tour
- 1973: Japan Golf Tour
- 1995: Asian Tour

Per descrivere il sistema di tornei professionistici di golf in una determinata zona prima dell'era dei tour si usa spesso il termine circuito. Ad esempio, prima della fondazione dell'Asian Tour i tornei che si disputavano in Asia facevano parte del circuito asiatico.
Il golf professionistico ha continuato a creare e sviluppare nuovi tour come il Challenge Tour (1986) e il Nationwide Tour (1990 originariamente chiamato Ben Hogan Tour), e tour per giocatori senior come il Champions Tour (1980; originariamente Senior PGA Tour) e l'European Seniors Tour(1992). Questi tour sono stati creati sia per dare ad un maggior numero di golfisti la possibilità di partecipare ad un tour, sia per andare incontro alle richieste di sponsor e mezzi di comunicazione che chiedevano un maggior numero di eventi a cui legarsi.

## La struttura dei golf tour
Esistono più di venti tour golfistici professionali, ognuno gestito da una PGA o da un'organizzazione indipendente che è responsabile di organizzare gli eventi, trovare sponsor e fissare le regole del tour. La maggior parte dei tour più importanti sono organizzazioni controllate dai giocatori, il cui obiettivo commerciale è massimizzare il guadagno dei propri membri incrementando l'ammontare del montepremi. I tour più grandi prevedono la disputa di un torneo quasi ogni settimana per tutto l'anno.
Ciascun tour ha dei "membri", giocatori che hanno guadagnato le loro "tour cards", che significa che hanno il diritto di partecipare alla maggior parte degli eventi organizzati dal tour. Un golfista può diventare membro di uno dei tour principali affermandosi in un torneo di qualificazione, chiamato di solito Qualifying school (o "Q-School"); oppure può farlo dopo aver raggiunto dei risultati prefissati in tornei del tour a cui ha partecipato come invitato non-membro; oppure ancora, caso più raro, per aver ottenuto risultati così notevoli in altri tour che l'organizzazione decide di ammetterlo come membro. L'iscrizione ad alcuni dei tour minori è aperta a qualsiasi professionista registrato che paghi la tassa d'ingresso.
Le differenze tra i premi pagati dai vari tour sono enormi, così i giocatori che non fanno parte dei primi cinque tour cercano di cambiare ed approdarvi appena possono. Ad esempio il PGA Tour, il tour più importante degli Stati Uniti, ogni stagione offre un montepremi quasi cento volte superiore a quello del terzo in graduatoria, l'NGA Hooters Tour. Questa la gerarchia dei tour in termini di montepremi:
- 1°PGA Tour
- 2°European Tour
- 3° e 4° Champions Tour e LPGA Tour pari merito
- 5° 6° 7° e 8° Asian Tour; Japan Golf Tour; LIV Golf; LPGA of Japan Tour alla pari

Negli anni novanta il Japan Golf Tour era il terzo tour più ricco, ma recentemente il numero dei suoi tornei è consistentemente calato da un picco di 44 nel 1990 ai 24 del 2007.

## Tour professionistici maschili

### La Federazione internazionale dei PGA Tour
La Federazione internazionale dei PGA Tour è l'ente commerciale che rappresenta i principali tour professionistici di golf. Attualmente ne sono membri a pieno titolo:
- Asian Tour (per l'Asia, escluso il Giappone)
- European Tour
- Japan Golf Tour
- PGA Tour
- PGA Tour of Australasia
- Sunshine Tour (Africa del Sud - principalmente Sudafrica)

Questi sei tour associati ratificano l'Official World Golf Rankings, e punti validi per la classifica mondiale sono in palio in tutti gli eventi dei loro calendari. Il Canadian Tour e il Tour de las Americas sono membri associati della federazione. Negli eventi del Canadian Tour sono assegnati punti per la classifica mondiale, mentre così non è per quelli del Tour de las Americas.

### Altri tour maschili
Punti per la classifica mondiale sono attribuiti per buoni piazzamenti anche in eventi affiliati a due tour minori di sviluppo:
- Challenge Tour (tour secondario dell'European Tour)
- Nationwide Tour (tour secondario dell PGA Tour)

Il tour più ricco a non offrire punti per la classifica è il Korean Tour. Sotto questo livello i tour non offrono punti classifica e il montepremi messo in palio è così scarso da permettere solo a pochi dei partecipanti, se non proprio a nessuno di essi, di mantenersi economicamente solo grazie alla partecipazione ai loro tornei.
Il tour ufficiale di sviluppo in Giappone è il Japan Challenge Tour. Tra gli altri tour di livello regionale ci sono il Professional Golf Tour of India e il China Golf Tour.
Negli Stati Uniti e in Europa esistono altri tour per i giocatori che non ce l'hanno fatta ad entrare nel Nationwide Tour o nel Challenge Tour. In questi tornei il montepremi è costituito per lo più dalle tasse di iscrizione e solo pochi giocatori riescono a coprire le spese di partecipazione: la competizione per riuscire a trasferirsi in tour di livello superiore è quindi molto elevata. In Europa esiste un terzo livello di tour che opera in maniera indipendente ma che offre la possibilità di una promozione al Challenge Tour ai giocatori migliori; questi tour sono il PGA EuroPro Tour, l'Alps Tour e l'EPD Tour. Sotto tale livello ci sono comunque una varietà di tornei locali organizzati dalle federazioni nazionali, come lo svedese Telia Tour, il tour di sviluppo di Galles, Scozia e Irlanda, il Celtic Pro Tour e il Midas Tour per il sud dell'Inghilterra.
Negli Stati Uniti i tour di livello inferiore non offrono la promozione diretta per i migliori nel Nationwide Tour, così non si può parlare di un terzo livello precisamente definito. Tra i più importanti tour regionali ci sono il Tar Heel Tour, il Gateway Tour e l'NGA Hooters Tour.

### Tour maschili senior
Dopo aver compiuto il cinquantesimo anno di età, i giocatori possono gareggiare nei tornei senior. Il golf è l'unico sport a organizzare competizioni di alto livello e remunerative per giocatori di questa fascia d'età. Quasi tutti i giocatori più celebri scelgono di continuare la propria attività in queste competizioni finché la salute glielo permette. vari giocatori riescono a vincere più di un milione di dollari a stagione e, grazie anche agli sponsor e alle attività correlate alcune leggende del golf di quest'età riescono a guadagnare più o meno come un atleta del PGA Tour nel pieno dell'attività. i due principali tour senior sono:
- Champions Tour (basato negli Stati Uniti)
- European Seniors Tour

## Tour femminili
Anche il golf professionistico femminile è organizzato in tour regionali indipendenti. Attualmente ci sono sei tour regionali di primo livello:
- LPGA Tour (basato negli Stati Uniti)
- Ladies European Tour
- LPGA of Japan Tour
- LPGA of Korea Tour
- Ladies Asian Golf Tour, per l'Asia tranne Giappone e Corea del Sud
- ALPG Tour, basato in Australia

Il LPGA Tour è in assoluto il tour principale ed è disputato da quasi tutte le migliori giocatrici del mondo. Il secondo tour più ricco è il LPGA of Japan Tour, che riesce a trattenere alcune delle sue migliori giocatrici. Le migliori degli altri tour invece di solito si trasferiscono nell'LPGA Tour alla prima opportunità.
Negli Stati Uniti il tour femminile di secondo livello è il Duramed FUTURES Tour.